# Эйкштедт, Эгон фон
Эгон фон Эйкштедт (нем. Egon Freiherr von Eickstedt; 10 апреля 1892, Познань, Пруссия или Гарделеген, Саксония-Анхальт — 20 декабря 1965, Майнц) — немецкий антрополог, приверженец евгеники, доктор наук. Один из ведущих специалистов в своей области во времена Веймарской республики и нацистской Германии.
Представитель немецкого рода померанских фрайгерров. Родился в районе Ежице, входившем в состав города Познань, Германская империя. Изучал медицину и физическую антропологию в Берлинском (Гумбольтском) и Франкфуртском университетах (1913).
Участвовал в Первой мировой войне как военный медик. Занимался исследованием британских пленных сикхов (1916), чему посвятил свою диссертацию (1920). Женился на Энжу да Коста-Масэду, гражданки Бразилии (1916). Работал ассистентом в Анатомическом институте Фрайбургского университета (1921) под руководством Ойгена Фишера. Возглавлял отдел антропологии Венского природоведческого музея (1924).
Участвовал в антропологических экспедициях в Индию (1926, 1937), Китай, Филиппины, Малайзию, Индонезию (1937—1939). Впоследствии работал в Бреслауском университете (с 1928), где получил звание доцента (1933), читал лекции о физической антропологии, расовой гигиене и евгенике.
Почетный доктор Софийского университета (1938). Не смог получить полное профессорство в Бреслауском университете из-за увлечения Азией и политической неблагонадёжности (1940). Пытался вступить в НСДАП, однако в приёме ему было отказано.
Во время Второй мировой войны эвакуировался из Бреслау в Лейпциг (1945), где стал председателем Института антропологии Лейпцигского университета (1945—1946).
Под политическим давлением переехал в Майнц, где стал профессором Майнцского университета (1946), председателем кафедры этнологии. Член Немецкого социологического общества (DGS). Основал журнал «Homo», посвящённый вопросам антропогенеза и биологии человека (1949). Принимал участие в научных экспедициях в Испанию, Магриб и Ближний Восток (1950—1961).
После выхода на пенсию (1961) остался в Майнце, где и умер от сердечного приступа. Автор фундаментального труда «Расоведение и расовая история человечества» (1934), которая подытожила достижения расовых исследований конца XIX — первой половины XX вв., а также краткого очерка «Расовые основы немецкого народа» (1934).

## Биография
Эгон фон Эйкштедт родился 10 апреля 1892 года в Позенской провинции Германской империи (ныне Польша). Происходил из благородного немецкого рода фон Эйкштедтов, которые имели титул фрайгерров (баронов).
В юности Эйкштедт хотел заниматься медициной, планируя вступить на медицинский факультет какого-нибудь немецкого университета. Однако ему плохо давалась латынь и он оставил свой замысел. Именно в это время Эйкштедт стал посещать лекции венского врача и антрополога Феликса фон Лушана (1854—1924) в Берлинском университете Фридриха Вильгельма (современный Гумбольдского университет), в результате чего сильно заинтересовался физической антропологией. Его кумир Лушан в то время заведовал отделом Африки и Океании Берлинского этнологического музея и был одним из ведущих экспертов в расовых суждениях.
Во время Первой мировой войны Эйкштедт был военным медиком и участвовал в антропометрических исследованиях британских пленных — сикхов. В это же время Фон Лушан направил группу начинающих антропологов, в состав которой входили Эгон фон Эйкштедт, Отто Рехе и Пауль фон Хамбрух, в лагеря для военнопленных, где молодые учёные должны были провести стандартную программу измерений тела у индийских и африканских заключённых. На базе этих исследований он защитил диссертацию на соискание учёной степени.
В 1916 году, в разгар войны, Эйкштедт женился на Энжу, гражданки Бразилии португальского происхождения. В будущем она стала его помощницей в научной работе и командировках.
Работал в Фрайбургском университете, Венском природоведческом музее и Мюнхенской академии наук. В 1926 году он отправился в трёхлетнюю антропологическую экспедицию в Индию. Результаты этой экспедиции были изданы в различных научных журналах, однако единого цельного отчёта о ней выдано не было. В ходе Второй мировой войны большинство материалов Эйкштедта, собранных в Индии, потерялись или погибли.
По возвращении в Германию в 1928 году Эйкштедт стал преподавателем Бреслауского университета (ныне — Вроцлавский университет). В университете с 1929 года читал лекции по вопросам расовой гигиены и евгеники, которые пользовались большим успехом среди студентов, придерживавшихся национал-социалистических взглядов. В то время многие немецкие учёные скомпрометировали себя, поддавшись политическому влиянию. В 1933 году он получил звание доцента.
В 1934 году Эйкштедт издал в Штутгарте большой труд — книгу «Расоведение и расовая история человечества» (нем. Rassenkunde und Rassengeschichte der Menschheit) которая стала универсальным обзором работы ведущих антропологов конца XIX в. — первой половины XX в. в области расовых исследований. Эту работу высоко оценили тогдашние историки и антропологи всего мира.
После утверждения в Германии власти НСДАП, в мае 1933 года Эйкштедт подал заявление на вступление в эту партию. Однако по неизвестным причинам его заявление не приняли. Это впоследствии сыграло важную роль в его карьере после свержения в Германии нацистского режима. В 1935 году Эйкштедт стал редактором антропологического журнала «Zeitschrift fur Rassenkunde».
В январе 1945 года, когда советские войска начали наступление на Бреслау, Эйкштедт выехал с женой в Дрезден. Его научная коллекция, собранная в Бреслауском университете и исследовательские данные, которые он собирал в течение всей жизни, были утрачены (перевезены в СССР).
Короткое время Эйкштедт занимал должность профессора антропологии и этнологии в Лейпцигском университете. После капитуляции Германии в мае 1945 года он несколько раз возвращался домой в Бреслау, ставший польским Вроцлавом, где смог спасти часть фото, образцы и свою библиотеку, которые вывез в Германию.
В 1946 году Эйкштедт подвергся допросу, в котором ему припомнили сотрудничество с фашистским режимом, однако ареста он избежал. Вскоре, испытав трудности в вопросе трудоустройства, смог переехать из Лейпцига в Западную Германию, где стал профессором этнологии в Майнцском университете, где начал работу над созданием нового Антропологического института. Там он стал издавать научный журнал «Homo», который занимался вопросами антропологии и этнологии.
В 1950-х и 1960-х годах Эгон фон Эйкштедт предпринял несколько исследовательских поездок в Испанию, Марокко и Ближний Восток.
Умер 20 декабря 1965 года в Майнце, в возрасте 73 лет, во время подготовки научной экспедиции в Иран.

## Труды
Монографии
- Eickstedt, E. Die rassischen Grundlagen des deutschen Volkes. Köln: Schaffstein Verlag, 1934.
- Eickstedt, E. Rassenkunde und Rassengeschichte der Menschheit. Stuttgart: Ferdinand Enke Verlag, 1934.
- Eickstedt, E. Grundlagen der Rassenpsychologie. Stuttgart: Enke, 1936.
- Eickstedt, E. Rassendynamik von Ostasien. China und Japan, Tai und Kmer von der Urzeit bis heute. Berlin: De Gruyter, 1944.
- Eickstedt, E. Die Forschung am Menschen. 3 Bände. Stuttgart: Enke, 1940—1963.
- Eickstedt, E. Türken, Kurden und Iraner seit dem Altertum. Probleme einer anthropologischen Reise. Stuttgart: Gustav Fischer, 1961.

Журналы
- Zeitschrift für Rassenkunde und die gesamte Forschung am Menschen . 1935—1944.
- Homo. Zeitschrift für die vergleichende Forschung am Menschen. 1949 ff.

Статьи
- Eickstedt, E. Rassenelemente der Sikh // Zeitschrift für Ethnologie. Band 52/53, 1920-21, S. 317—368.
- Eickstedt, E. Beiträge zur Rassenmorphologie der Weichteilnase // Zeitschrift für Morphologie und Anthropologie. Band 25, 1925, S. 171—220.
- Eickstedt, E. Die Negritos und das Negritoproblem // Anthropologischer Anzeiger. Band 4, 1927, S. 275—293.
- Eickstedt, E. Die Negritos der Andamanen // Anthropologischer Anzeiger. Band 5, 1928, S. 251—268.
- Eickstedt, E. Der Zentral-Dekkan und die Rassengliederung Indiens // Anthropologischer Anzeiger. Band 8, 1931, S. 89-103.
- Eickstedt, E. Die anthropologische Stellung von Indochina // Zeitschrift für Morphologie und Anthropologie. Band 34, 1934, S. 79-83.
- Eickstedt, E. Die Mediterranen in Wales // Zeitschrift für Rassenkunde. Band 1, 1935, S. 19-64.
- Eickstedt, E. Ganzheitsanthropologie // Zeitschrift für Rassenkunde. Band 3, 1936, S. 1-10.
- Eickstedt, E. Hormone und Boden. Die Stellung eines Problems // Landeskundliche Forschung. Festschrift für Norbert Krebs. Stuttgart 1936, S. 67-82.
- Eickstedt, E. Rassen im schlesischen Raum. Sinn und Ergebnisse der RUS // Raumforschung und Raumordnung. Band 3, 1939, S. 424—436.
- Eickstedt, E. Wie sahen die Hunnen aus? Eine anthropologisch-historische Untersuchung // Zeitschrift für Rassenkunde. Band 13, 1942, S. 217—250.
- Eickstedt, E. Völkerbiologische Probleme der Sahara. Die Anthropologie der Tuareg und Tebu und die Rassengeschichte der antiken West -Aethiopier // Beiträge zur Kolonialforschung. Tagungsband I, 1943, S. 169—240.
- Eickstedt, E. Biodynamik der Europiden // Historia Mundi. Band 1. München 1952, S. 115—134.
- Eickstedt, E. Rassentypen und Typendynamik von Asien // Historia Mundi. Band 1, München 1952, S.-147-166.
- Eickstedt, E. Der Ursprung der Inder // Indien und Deutschland. Nehru-Festschrift. 1956, S. 48-70.
- Eickstedt, E. Anthropologie mit und ohne Anthropos // Homo. Band 14, 1963, S. 1-16.